# لودميلا رادتشينكو
لودميلا فلاديميروفنا رادتشينكو (بالروسية: Радченко, Людмила)‏ (الروسية: ليودميلا فلاديميروفنا رادتشينكو، من مواليد 11 نوفمبر 1978 في أومسك، الاتحاد السوفيتي) عارضة أزياء وفنانة وممثلة روسية، ومعروفة في إيطاليا والدول الناطقة باللغة الإنجليزية.

## روابط خارجية
- لودميلا رادتشينكو على موقع IMDb (الإنجليزية)
- لودميلا رادتشينكو على موقع دليل عارضات الأزياء (الإنجليزية)

- الموقع الرسمي
- لودميلا رادتشينكو في قاعدة بيانات الأفلام على الإنترنت
- Ludmilla Radchenko on Fashion Model Directory